# Espírito positivo
A expressão "espírito positivo" foi cunhada pelo filósofo francês Auguste Comte para designar a maneira geral como o ser humano deve(ria) pensar no estado positivo, de acordo com sua Lei dos Três Estados. De modo mais específico, o espírito positivo é a forma de pensar característica do Positivismo comtiano, conforme definido por Comte na obra "Discurso sobre o espírito positivo", de 1848, e desenvolvido e refinado em suas obras posteriores (Discurso preliminar sobre o conjunto do Positivismo (1851), Sistema de política positiva (1851-1854) e Síntese subjetiva (1856)).
Como indicado no verbete Positivismo, o espírito positivo é maior e mais importante que a mera cientificidade, na medida em que esta abrange apenas questões intelectuais e aquele compreende, além da inteligência, também os sentimentos (ou, em termos contemporâneos, a subjetividade em sentido amplo) e as ações práticas. A partir da consideração do ser humano com um ser histórico e conjugando a existência individual e a coletiva do ser humano, busca-se a convergência por meio da simpatia (aspecto afetivo), da síntese (aspecto intelectual) e da sinergia (aspecto prático).
Mais do que isso: Comte em diversos momentos criticou seriamente o sistema acadêmico de sua época, taxando-o de frio, mesquinho e estéril. Do ponto de vista intelectual, eram várias as críticas: a excessiva especialização dos acadêmicos impedia a visão de conjunto sobre a realidade e permitia que os cientistas isolassem-se uns dos outros e da sociedade como um todo em "torres de marfim"; além disso, insistiam em pesquisas metafísicas, investigando ou objetos literalmente inacessíveis ao ser humano, ou aplicavam categorias metafísicas ou teológicas. Do ponto de vista afetivo, a forma como os cientistas desenvolviam suas pesquisas estimulava a aridez intelectual e afetiva; por fim, o resultado prático desses defeitos era a incapacidade prática dos cientistas e, de modo mais amplo, da ciência que eles praticavam. Comte não se limitava a fazer essas críticas genéricas, mas aprofundava-as, indicando os mentores intelectuais desse modo de proceder (em particular, o físico François Arago). Em virtude dessas críticas, Comte foi rejeitado em vida pelo sistema universitário francês, ao ponto de, a certa altura, depender das contribuições de discípulos e simpatizantes para sobreviver (em particular, John Stuart Mill e Émile Littré).
A referência biográfica é necessária para indicar que o espírito positivo não é apenas uma categoria analítica, mas consiste também em uma postura frente à prática científica - postura "crítica", dir-se-ia atualmente.